# Казанка (Немецкий национальный район)
Казанка — упразднённое село в Немецком национальном районе Алтайского края. Располагалось на территории современного Дегтярского сельсовета. Точная дата упразднения не установлена.

## География
Село располагалось в 5 км к юго-востоку от села Дегтярка.

## История
Основано в 1908 году. В 1928 г. посёлок Казанка состоял из 55 хозяйств. Центр Казанского сельсовета Знаменского района Славгородского округа Сибирского края.

## Население
В 1926 году в посёлке проживало 230 человек (112 мужчин и 118 женщин), основное население — украинцы